# Museo Nacional de Arte Africano
El Museo Nacional de Arte Africano (del inglés: National Museum of African Art) es un museo de la Institución Smithsonian en Washington D. C.. Se encuentra en el lado sur del National Mall, y está especializado en arte y cultura africana. El museo empezó como una colección privada y en 1979 entró a formar parte de la Smithsonian. Su entrada está situada a un lado del Castillo de la Institución Smithsonian, en la Independence Avenue. 
Al igual que la Galería Freer y la Galería Arthur M. Sackler, el Museo Nacional de Arte Africano es un museo bajo tierra. Está conectado con la Sackler a través de un pasillo subterráneo. El museo recoge una colección de pinturas del primer pintor reconocido de arte africano contemporáneo Fathi Hassan, considerado el primer pintor contemporáneo en la historia del arte africano.
- Datos: Q46812
- Multimedia: National Museum of African Art / Q46812